# フローレンス・ウールウォード
フローレンス・ヘレン・ウールウォード（Florence Helen Woolward、1854年 - 1936年1月3日）は、イギリスの植物画家である。1891年から1896年に、ランの収集家のロシアン侯爵（Schomberg Kerr, 9th Marquess of Lothian）のコレクションを描いた図譜、"The Genus Masdevallia"（「マスデバリア属」）を出版した 。
ロンドンのハマースミスで生まれた。フリーランスの画家で、リンカンシャーのベルトンに住んだ。知人を通じて、ロシアン侯爵から自宅のランとシダの絵を描くように依頼された。侯爵は、エクアドルやコロンビアで植物を収集したレーマン（Friedrich Carl Lehmann）などから入手した植物をスコットランドのニューバトル・アビーのに収集していた。著書、"The Genus Masdevallia"は、ヴィクトリア朝における最も美しいランの図譜として評価されている。350以上のランの絵が描かれ、その内の85枚が、マスデバリア属のランであった。
図版の解説を執筆する植物学者が見つけられなかったことから、大英博物館の植物学者の助けを借りて自ら図の植物の解説を書く事に決めた。出版は1891年から1896年の間に、毎回10葉の図版と解説とで販売された。最後の回は7葉の図だけが出版された。各回の価格は１ポンド10シリングで、全巻で13ポンド10シリングであった。それぞれの種に、注釈がつけられ、レーマンが手紙で送ってきたアンデスでの生息地が記された。リトグラフの製版も、手彩色もウッドウォードが自ら行った。図版の製作工程すべてを、画家自身が行うことが、植物画の正確さの上で有利であると考えたと著書の冒頭で述べた。250冊の出版が計画され、実際には150冊が販売され、100冊はロシアン侯爵家に残された。
ウッドウォードの原画は行方不明になっていたが、親戚の家で発見され、キューガーデンに寄贈された。

## The Genus Masdevalliaの植物画

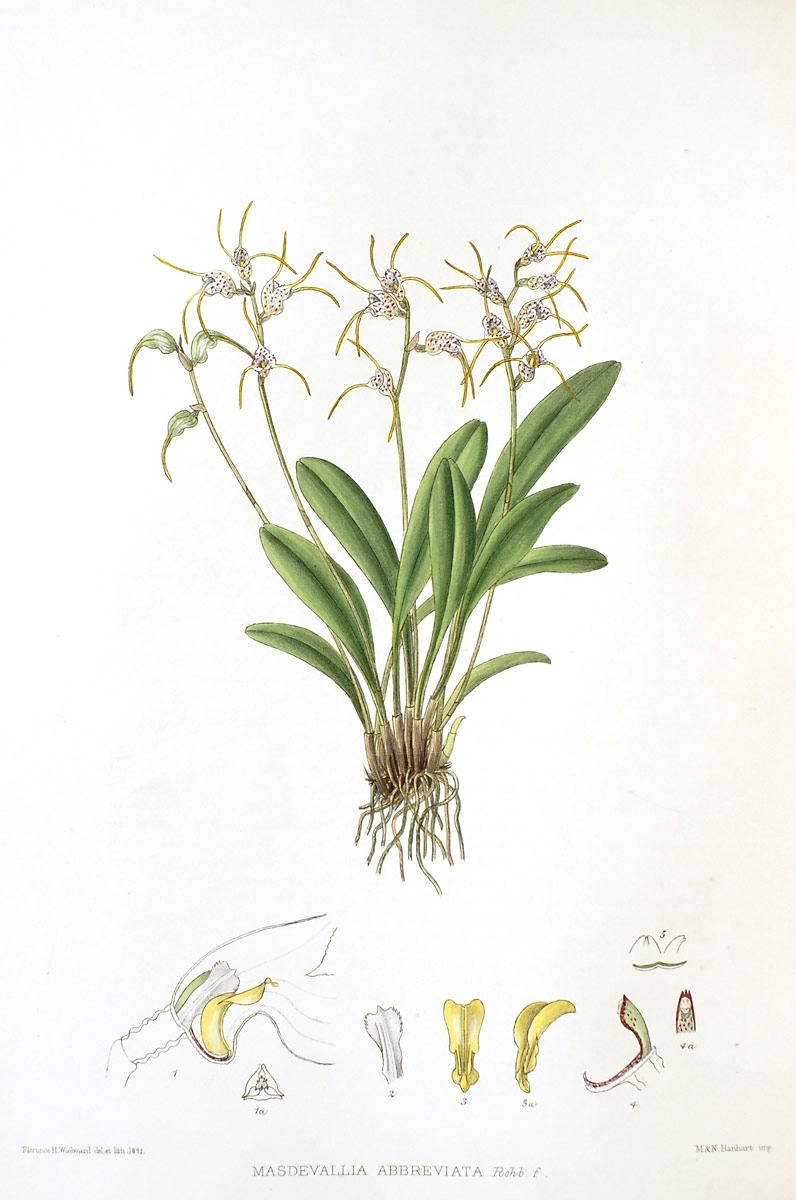
Masdevallia abbreviata
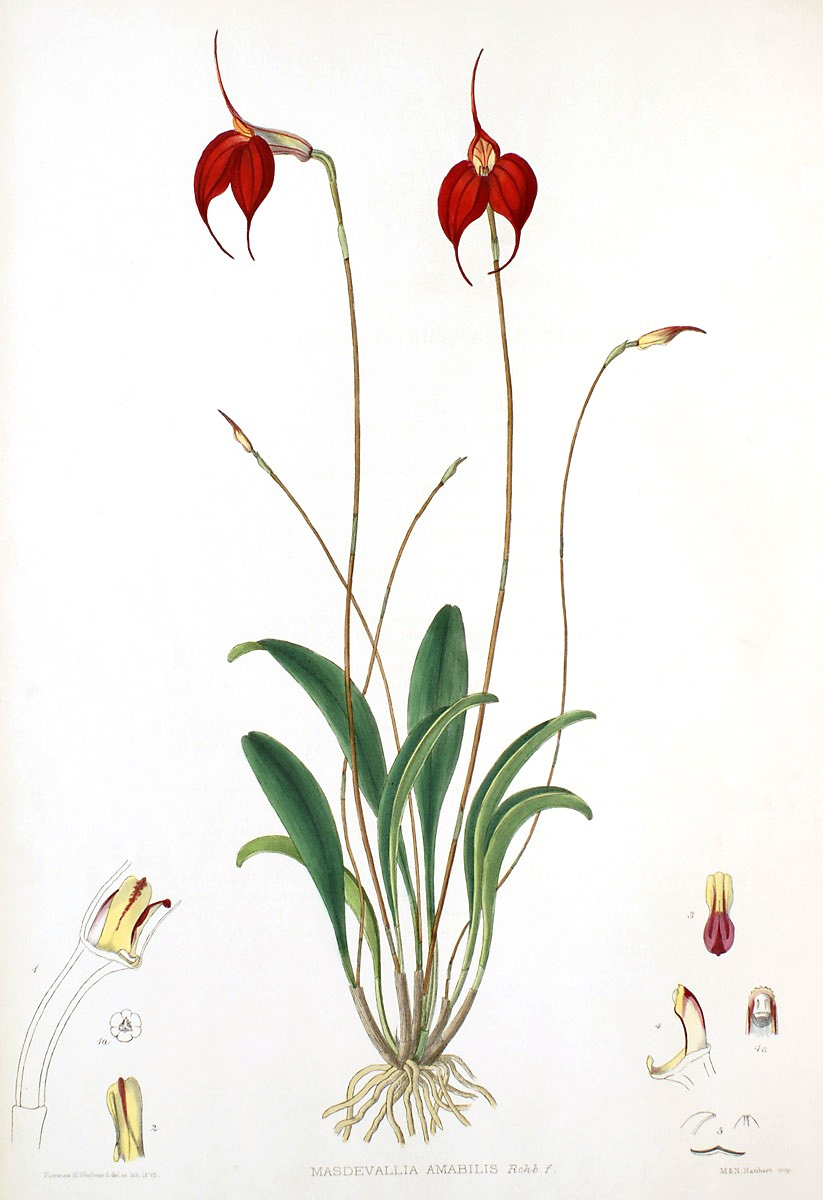
Masdevallia amabilis
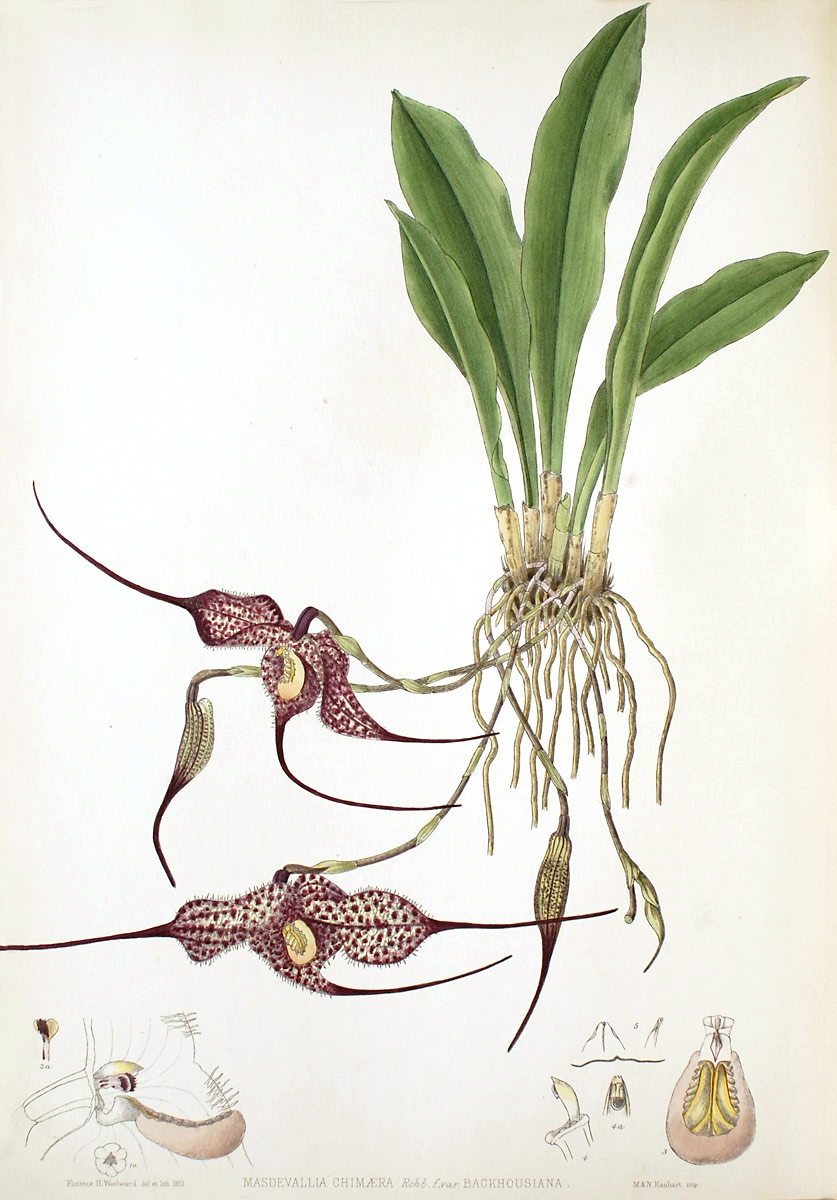
Masdevallia chimaera var. backhousiana
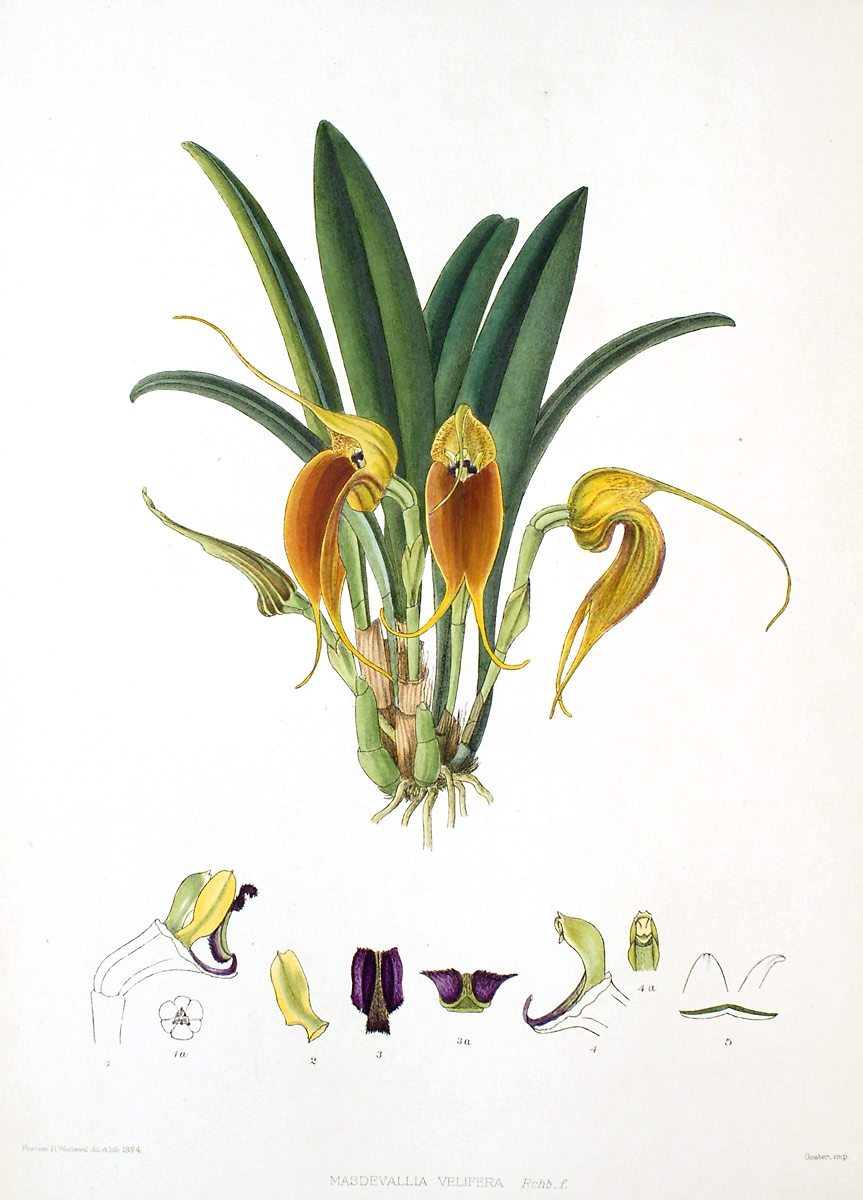
Masdevallia velifera
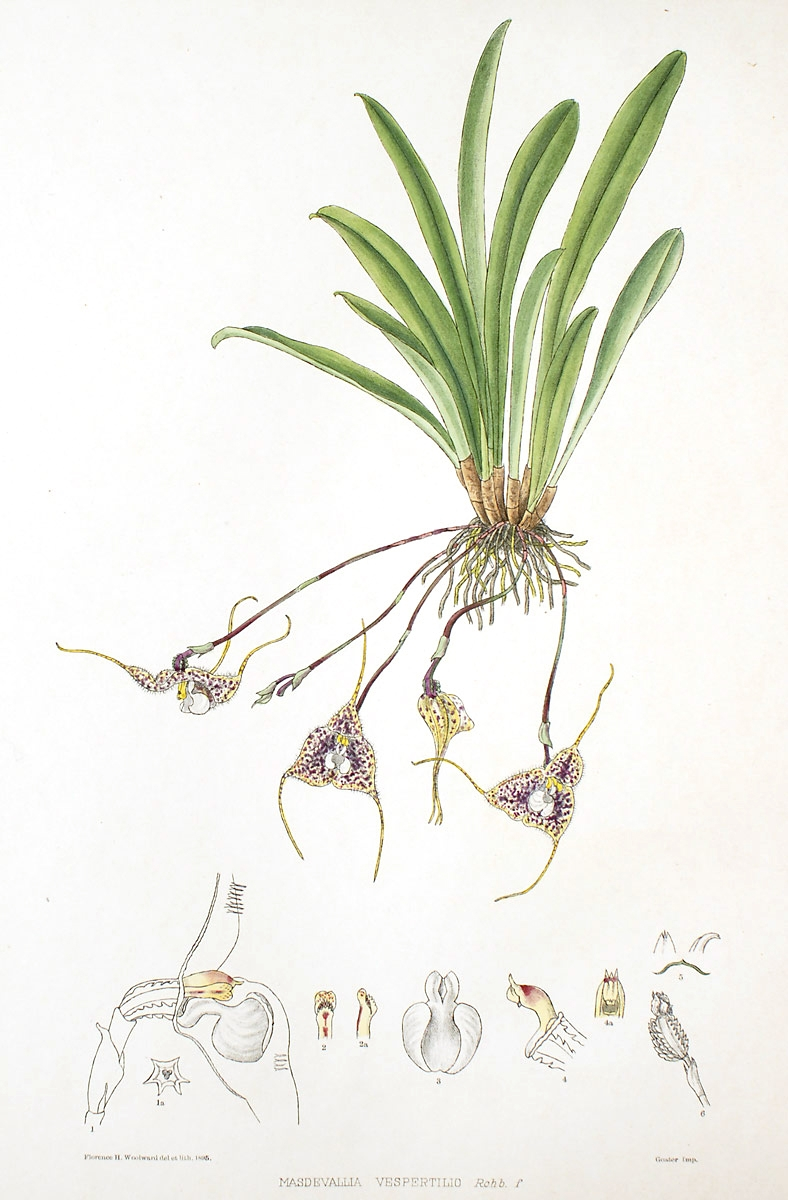
Masdevallia vespertilio